# Список керівників держав 643 року
Список керівників держав 643 року — це перелік правителів країн світу 643 року.
Список керівників держав 642 року — 643 рік — Список керівників держав 644 року — Список керівників держав за роками

## Європа
- Абазгія — Дмитрій I (640—660)
- Айлех — Крундмаел мак Суїбні Менн (636—660)
- Айргіалла — Дунхад мак Ултан (637? — 677)
- Королівство Східна Англія — Анна (636—654)
- Арморика — Саломон II (612—658)
- Герцогство Баварія — Теодон I (630—680)
- Брихейніог — Ріваллон ап Ідваллон (620-650)
- Велика Булгарія — Кубрат (632—665)
- король вестготів — Гіндасвінт (642—653)
- Вессекс — Кінегільс (611—643); Кенвал (643—645)
- Візантійська імперія — Констант II (641—668)
  - Равеннський екзархат — Ісак (625—643); Феодор I Калліопа (643-645)
- Королівство Гвент — Морган ап Атруіс (625—665)
- Королівство Гвінед — Кадафел Кадомед (634—655)
- Дал Ріада — Ферхар I (642—650)
- Дівед — Ноуї Старий (615-650)
- Думнонія — Петрок ап Клемен (633—658)
- Королівство Ессекс — Сігеберт I (623—653)
- Іберійське князівство — Стефаноз II  (637/642—650)
- Ірландія — верховний король Келлах мак Маеле Коба (640—656)
- Король лангобардів — Ротарій (636—652)
  - Герцогство Беневентське — Аюльф I (641–646)
  - Сполетське герцогство — Теоделап Сполетський (602—652)
  - Герцогство Фріульське — Гразульф (617—651)
- Ленстер — Колгу Болг Луата (640—647)
  - Мерсія — Пенда (626—655)
- Морганнуг — Морган ап Атруіс (625—665)
- Коннахт — Рагаллах МакУату (622—649)
- Мунстер — Менах мак Фінґін (641—661)
- Король піктів — Талорк III (641—653)
- Королівство Нортумбрія — Освіу (642—670)
- Королівство Повіс — Мануган ап Селіф (642—650)
- Само (держава) — Само (623—658/660)
- Королівство Сассекс — Кутвульф (630—645)
- Стратклайд — Еугейн ап Белі (640—645)
- Улад — Дунхад мак Фіахнай (637—644)
- Уснех — Маел Дойд мак Свібні (635—653)
- Франкське королівство:
  - Австразія — Сігіберт III (639—656)
  - Нейстрія — Хлодвіг II (639—657)
  - Герцогство Васконія — Аманд (638—660)
- Фризьке королівство — Альдгісл (623—680)
- Швеція — Інґ'яльд Підступний (640—650)
- Святий Престол — папа римський Теодор I (642—649)
- Вселенський патріарх — Павло II (641—653)

## Азія
- Близький Схід:
  - Праведний халіфат — Умар ібн аль-Хаттаб (634—644)
- Кавказька Албанія — Албанське марзпанство (до 651)
- Індія:
  - Брамінська династія — Чач (632—671)
  - Західні Ганги — Шрівікрама (629—654)
  - Пізні Гупти — Мадавагупта (601-655)
  - Камарупа — Бхаскарварман (600—650)
  - Династія Майтрака — Друвасена II (640—644)
  - Династія Паллавів — Нарасімхаварман I (630—668)
  - Держава Пандья — Янтаварман (640—670)
  - Раджарата — раджа Датопа Тисса I (640—652)
  - Імперія Харші — Харша (606—646/647)
  - Чалук'я — Чандрадітья 642—648
  - Східні Чалук'ї — Джаясімха I (641—673)
  - володар держави ефталітів і алхон-гуннів в Ганджхарі, Кашмір і Пенджабі Юдхіштхіра (630/633—670)
- Індонезія:
  - Тарума — Лінггаварман (628—650)
- Китай:
  - Династія Тан — Лі Шимінь (626—649)
  - Тибетська імперія — Сронцангамбо (618—650)
  - Туюхун (Тогон) — Муюн Нохебо (635—653)
  - Сеяньтоський каганат — Ін-чор Більге-хан (615-645)
- Корея:
  - Когурьо — тхеван (король) Поджан (642—668)
  - Пекче — король Ийджа (641—660)
  - Сілла — ісагим (король) Сондок (632—647)
- Паган — король Шве Онтхі (640—652)
- Персія:
  - Держава Сасанідів — шахіншах Єздигерд III (632/633—651/652)
  - Дабуїди — Гіл Гавбара (642—660)
- Середня Азія:
  - Західний тюркський каганат — Ірбіс-Шегуй (642—650)
- Ченла — Бхававарман II (628—657)
- Японія — Імператор Коґьоку (642—645)

## Африка
- Аксумське царство — Герма Сафар (641—653)
- Африканський екзархат Візантійської імперії — Григорій (629/631—647)
- Праведний халіфат — Умар ібн аль-Хаттаб (634—644)

## Північна Америка
- Мутульське царство — К'ініч-Муваахн-Холь II (620-ті — 648)
- Баакульське царство — Пакаль (615—683)
- Бонампак — Ах-Ольналь (611—643)
- Караколь — К'ан II (618—658)
- Шукуупське царство — К'ак'-Уті'-Віц'-К'авііль (628—695)
- Яшчилан — Яшун Б'алам III (628—681)